# Нощен градски транспорт
Нощен обществен транспорт е услуга, която компаниите за обществен транспорт доставят в много големи градове по света. Това са линии на обществения транспорт, които пътуват цяла нощ. Най-често такива линии са автобусни, но на места има и други (напр. в Кьолн – трамваи, в Ню Йорк – метро).

## В България
В България има практика за нощен транспорт основно около Нова година. През 2008 и 2009 по инициатива на граждани и прокарана от активисти от младежката организация на НДСВ, в София експериментално се пускат първо нощни автобуси по линията на 94, а по-късно три диаметрални нощни линии, които се срещат и изчакват пред ректората на Софийски университет. Заради краткото съществуване на схемата и множеството противоречия около начина по който е организирана, в медиите тя бива наричана предизборна и като неин автор се цитират различно Бойко Борисов или Александър Цветков. През 2018 в София се пускат екпериментално четири нощни линии.
Назад в годините нощен градски транспорт е имало във Варна. Линия 99, свързваща центъра на град Варна с курортите „Св. Константин и Елена“ и „Златни пясъци“, се е обслужвала през летните месеци и през нощта. През 90-те практиката е прекратена. През 1996 г. във Варна се възстановява нощното обслужване на линии 13 и 31, от фирмата превозвач Транстриумф. Това обаче не е продължава дълго, заради слаб пътникопоток и проблеми с пътници. На 20 май 2010 г. същата фирма разкрива линия 409 БЪРЗ-НОЩЕН, по маршрута Център – „Златни пясъци“. Линията се движи последно на 1 октомври 2010 г. – закрива се в края на туристическия сезон. Въпреки проявения интерес от пътници и хотели от комплекси, линията не се обслужва повече.

## Примери от световната практика
- Нощните линии в Торонто се наричат Blue Night Network. Това е една услуга на агенцията за обществен транспорт в Торонто Toronto Transit Commission (TTC).[5]
- В Сан Франциско работи мрежа от нощни автобусни линии – All Nighter[6].
- Нощните автобусни линии в Париж и неговата агломерация се наричат Noctilien. Те се управляват от STIF (Syndicat des transports d'Île-de-France – регионален обществен транспорт на Ил дьо Франс)[7]